# Boris Kagarlicki
Boris Juljevič Kagarlicki (rusko Бори́с Ю́льевич Кагарли́цкий), ruski marksistični teoretik in družboslovec, politični odpadnik v nekdanji Sovjetski zvezi in Ruski federaciji, * 29. avgust 1958.
Kagarlicki je sodelavec Transnational Institute-a. Kagarlicki je direktor Inštituta za globalizacijske študije in družbena gibanja (IGSO) in glavni urednik četrtletnika Leve politike (Levaja Politika) v Moskvi. Kagarlicki vodi kanal Rabkor na YouTubu, ki je povezan z njegovim istoimenskim spletnim časopisom.

## Osebno življenje
Po besedah Kagarlickega njegova očetova družina izhaja iz Ilje Kagarlickega, uspešnega judovskega poslovneža iz ukrajinskega mesta Kaharlik. Njegova mati prihaja iz pravoslavne krščanske družine. Ima hčerko Ksenijo.

## Knjige v angleščini
- Thinking Reed: The Intellectuals and the Soviet State 1917 to the Present, Verso Books, 1989, ISBN 0860919617
- The Dialectic of Change, Verso Books, 1990, ISBN 0860919617
- Farewell Perestroika: A Soviet Chronicle, Verso Books, 1990, ISBN 0860912922
- The Disintegration of the Monolith, Verso Books, 1993, ISBN 0860915735
- Square Wheels: How Russian Democracy Got Derailed, Monthly Review Press, 1994, ISBN 0853458928
- Mirage of Modernization, Monthly Review Press, 1995, ISBN 0853459126
- Restoration in Russia: Why Capitalism Failed, Verso Books, 1995, ISBN 1859849628
- Globalization and Its Discontents: The Rise of Postmodern Socialisms, co-edited with Roger Burbach and Orlando Nunez, Pluto Press, 1997, ISBN 0745311709
- New Realism, New Barbarism: Socialist Theory in the Era of Globalization, Pluto Press, 1999, ISBN 0745315569
- The Return of Radicalism: Reshaping the Left Institutions, Pluto Press, 1999, ISBN 0745315917
- The Twilight of Globalization: Property, State and Capitalism, Pluto Press, 2000, ISBN 074531581X
- Russia Under Yeltsin and Putin: Neo-Liberal Autocracy, Pluto Press, 2002, ISBN 0745315070
- The Politics of Empire: Globalisation in Crisis, co-edited with Alan Freeman, Pluto Press, 2004, ISBN 0745321836
- Empire of the Periphery: Russia and the World System, Pluto Press, 2007, ISBN 074532682X
- Back in the USSR (What Was Communism?), Seagull Books, 2009, ISBN 9781906497279
- From Empires to Imperialism: The State and the Rise of Bourgeois Civilisation, Routledge, 2014, ISBN 9781138778856
- Russia, Ukraine and Contemporary Imperialism, Routledge, 2019, ISBN 0367231085
- Between Class and Discourse: Left Intellectuals in Defence of Capitalism, Routledge, 2020, ISBN 0367562707